# Marvin Piñón
Marvin Leonardo Piñón Polanco (Altamira, México, el 12 de junio de 1991) es un futbolista profesional mexicano. Actualmente juega en Real Tlamazolan de la Liga de Balompié Mexicano y se desempeña como mediocampista ofensivo. 

## Trayectoria
Debutó en la Primera División de México con el Club de Fútbol Monterrey, bajo el mando de Víctor Manuel Vucetich, frente al San Luis Futbol Club en el primer partido del Torneo Clausura 2011, el 8 de enero del mismo año. El marcador terminó 2-0 en contra de los locales, en el Estadio Tecnológico de Monterrey.
Representó al Estado de Tamaulipas en una Olimpiada Nacional, aunque posteriormente se incorporó a la selección de Jalisco, de donde saltó al profesionalismo. 

## Clubes
| Club                        | País   | Año               |
| --------------------------- | ------ | ----------------- |
| Atlético Cihuatlán          | México | 2007 - 2008       |
| Loros de Colima             | México | 2008 - 2010       |
| Club de Fútbol Monterrey    | México | 2010 - 2011       |
| Correcaminos de la UAT      | México | 2011 - 2012       |
| Querétaro Fútbol Club       | México | 2012 - 2013       |
| Altamira Fútbol Club        | México | 2013 - (Apertura) |
| Club Deportivo De Los Altos | México | 2013 - (Clausura) |
| Lobos de la BUAP            | México | 2014 - 2015       |
| Loros de Colima             | México | 2016 - 2019       |
| Industriales de Naucalpan   | México | 2020 - 2021       |
| Real Tlamazolan             | México | 2021 - Act.       |

## Trayectoria Internacional
Fue parte de la selección mexicana Sub-20 que venció 3-2 a Brasil en el Torneo Internacional Juvenil Punta del Este en Maldonado, Uruguay en enero de 2010. Además, disputó el Torneo Sub-20 Integración latinoamericana y el Torneo Esperanzas de Toulon de 2011. 

### Participaciones en Copas del Mundo
| Mundial                     | Sede   | Resultado    | Partidos | Goles |
| --------------------------- | ------ | ------------ | -------- | ----- |
| Copa Mundial Sub-20 de 2011 | México | Tercer lugar | 3        | 0     |